# 福岡県立嘉穂中央高等学校
福岡県立嘉穂中央高等学校（ふくおかけんりつ かほちゅうおう こうとうがっこう）は、国道211号沿いの福岡県飯塚市鶴三緒1518番地にあった男女共学の県立高等学校。地元からは「農高」あるいは「中央」と呼ばれて親しまれていたが、福岡県立高校統廃合の実施により2007年（平成19年）3月31日をもって閉校となった。
尚、本校が福岡県嘉麻市に所有していた分校（福岡県立嘉穂中央高等学校嘉麻市立大隈城山校）は統廃合先である福岡県立嘉穂総合高等学校に引き継がれ、2007年（平成19年）度より福岡県立嘉穂総合高等学校嘉麻市立大隈城山校として現在に至っている。

## 沿革
- 1910年（明治43年）　嘉穂郡立農学校が開校
- 1923年（大正12年）　嘉穂郡立農学校は県に移管され、校名を福岡県立嘉農学校と改称
- 1925年（大正14年）　福岡県嘉穂農学校と改称
- 1948年（昭和23年）　福岡県嘉穂農学校は学制改革により全日制課程農業科と同畜産科を設置した福岡県立嘉穂農業高等学校と改称
- 1949年（昭和24年）　嘉穂農業高校は定時制課程普通科を設置。これに伴い校名を福岡県立嘉穂南高等学校と改称（後に定時制普通科は閉鎖）
- 1951年（昭和26年）　農村家庭科を設置
- 1955年（昭和30年）　嘉穂南高校は6年振りに再度福岡県立嘉穂農業高等学校と改称
- 1962年（昭和37年）　農芸化学科を設置
- 1963年（昭和38年）　農村家庭科を生活科へ改称
- 1982年（昭和57年）　学制改革以来の歴史を持つ農業科と畜産科を統合した農業畜産科が誕生
- 1989年（平成元年）　制服変更。農業畜産科を農業技術科へ改称し農芸化学科も食品化学科へと改称
- 1990年（平成2年）　情報処理科と生活文化科を設置
- 1991年（平成3年）　嘉穂農業高校は情報処理科と生活文化科をメインにすることとなり校名を福岡県立嘉穂中央高等学校と改称
- 2004年（平成16年）　嘉穂中央高校は飯塚市の福岡県立嘉穂総合高等学校に統廃合されることとなり、最後の入試が行われる
- 2005年（平成17年）　嘉穂中央高校募集停止。同時に嘉穂中央高校の校舎を暫定的に利用した嘉穂総合高校が開校
- 2007年（平成19年）　3月31日限りで嘉穂中央高校は97年間の歴史に幕を閉じた

## 概要
以前はどちらかと言えば入り易い県立高校であったが、団塊ジュニア世代末期の1991（平成3）年度より校名を嘉穂中央高校へ改称の上、情報処理をメインとした学校へと転換した途端に競争倍率および難易度がアップ。そのしわ寄せは本校の分校（現在の嘉穂総合高校嘉麻市立大隈城山校）にまで来てしまい、それに加え本校の所在地であった嘉飯山地区のトップ校である福岡県立嘉穂高等学校が1990（平成2）年度から理数科を、また二番手の福岡県立嘉穂東高等学校も1991（平成3）年度より普通科英語コースを設置したことによって普通科の定員を減らした結果、競争倍率および難易度が急激にアップした福岡県立稲築高等学校（現在の福岡県立稲築志耕館高等学校）と併せ嘉飯山地区の受験生にとってはトリプルパンチとなった。尚、本校の倍率と難易度は少子化時代となっても緩和されず「狭き門」のまま生徒募集を終えた。

## 利用されていた交通機関
最末期における本校最寄りの交通機関は
- 西鉄バス筑豊
  - 嘉穂中央高校バス停下車
- 九州旅客鉄道（JR九州）筑豊本線
  - 飯塚駅下車徒歩15分

であった。

## 閉校後の主な動き
- 本校の統廃合先である嘉穂総合高校は2005年度（平成17年度）に本校の校舎を利用して暫定的に開校したが、2008年度（平成20年度）より嘉穂郡桂川町に移転した。
- 西鉄の嘉穂中央高校バス停は本校の閉校後も名称が残っていたが、嘉穂総合高校の桂川町移転に伴い2008年度（平成20年度）よりバス停名を「大浦」と改称した。
- 閉校後はしばらくの間、敷地・校舎とも閉鎖されて現状のままとなっていたが、2016年6月4日にこれらの土地、建物を改築し、同市内の仁保から移転してきた筑豊自動車運転免許試験場として再利用されている。これにより、福岡県内に四か所存在する運転免許証試験場としては最大級の規模となった。